# Слагалица страве
Слагалица страве (енгл. Saw) јесте амерички хорор филм из 2004. године, режисера Џејмса Вона, са Керијем Елвесом, Лијем Ванелом, Денијем Гловером, Моником Потер, Дајном Мајер и Тобином Белом у главним улогама. Постао је један од најпознатијих хорора из периода 2000-их, као и један од најистакнутијих у сплатер поджанру.
Филм је постао један од најпрофитабилнијих хорора свих времена пошто је од ниског буџета који је износио милион долара остварио чак 104 пута већу зараду. Држи веома високе оцене на сајтовима попут IMDb-а и Rotten Tomatoes-а и углавном га публика оцењује далеко боље од филмских критичара. Сви критичари се углавном слажу у томе да филм има веома паметну причу, али у себи садржи превише сцена мучења и насиља. Осим тога, филм је, као и сви његови наставци, познат по великом броју сцена с флешбековима, а понекад се дешавају и флешбекови у флешбековима.
Изродио је серијал који чини десет филмова, од чега су првих седам излазили у седам узастопних година. Директан наставак носи наслов Слагалица страве 2.

## Радња
Два странца буде се затворена у једној просторији. Присећајући се како су доспели ту, схватају да су постали пиони у смртоносној игри коју је осмислио озлоглашени серијски убица.
Први од њих је онколог др Лоренс Гордон, а други фотограф Адам Стенхај.

## Улоге
| Глумац                | Улога                |
| --------------------- | -------------------- |
| Кери Елвес            | др Лоренс Гордон     |
| Ли Ванел              | Адам Стенхај         |
| Дени Гловер           | Дејвид Тап           |
| Моника Потер          | Алисон Гордон        |
| Мајкл Емерсон         | Зеп Хиндл            |
| Кен Ланг              | детектив Стивен Синг |
| Тобин Бел             | Џон Крејмер — Џигсо  |
| Дајна Мајер           | детектив Алисон Кери |
| Мајк Батерс           | Пол                  |
| Пол Гутрехт           | Марк                 |
| Шони Смит             | Аманда Јанг          |
| Макензи Вега          | Дијана Гордон        |
| Нед Белами            | Џеф Риденхур         |
| Александра Бокјун Чун | Карла                |
| Орен Кулс             | Дони Греко           |
| Бенито Мартинез       | Брет                 |